# Sparrmannia namaqua
Sparrmannia namaqua är en skalbaggsart som beskrevs av Louis Albert Péringuey 1904. Sparrmannia namaqua ingår i släktet Sparrmannia och familjen Melolonthidae. Inga underarter finns listade i Catalogue of Life.